# Ellen Margrethe Basse
Ellen Margrethe Basse (* 26. November 1948) ist eine dänische Juristin.

## Leben
Sie erwarb 1974 den cand. jur. an der Universität Aarhus, 1987 den dr. jur. in Aarhus, 2000 den dr. jur. (h. c.) an der Universität Uppsala und 2003 die Ernennung zum Rechtsanwältin. Seit 1995 ist sie Professorin für Umweltrecht an der Universität Aarhus. Seit 1996 ist sie Mitglied der Königlich Dänischen Akademie der Wissenschaften. 2004 wurde sie Ritter des Dannebrogordens.

## Schriften (Auswahl)
- Forurenet jord. Pligter og rettigheder. København 1992, ISBN 87-12-02339-6.
- Solid waste management. Public power and monopoly or private market?. Aarhus 1994, ISBN 87-90165-03-9.
- Miljøret. Samspillet mellem lovgivning og aftalte ordninger. København 1999, ISBN 87-90790-05-7.
- Environmental law in Denmark. Alphen aan den Rijn 2013, ISBN 978-87-574-2443-0.